# Halopeplis pygmaea
Halopeplis pygmaea là loài thực vật có hoa thuộc họ Dền. Loài này được (Pall.) Bunge ex Ung.-Sternb. mô tả khoa học đầu tiên năm 1866.